# Addison Rae
Addison Rae Easterling, mer känd som Addison Rae, född 6 oktober 2000 i Lafayette i Louisiana, är en amerikansk social mediepersonlighet, dansare, skådespelerska och sångerska. I september 2020 hade hon över 60 miljoner följare på TikTok, vilket gjorde att hennes konto var det näst mest följda på hela plattformen. I augusti 2020 listade tidningen Forbes henne som den mest inkomstbringande TikTok-personligheten. Hon släppte sin debutsingel "Obsessed" i mars 2021.

## Biografi
Addison Raes föräldrar är Monty Lopez och Sheri Easterling. Hon har även två yngre bröder, Enzo Lopez och Lucas Lopez. Addisons föräldrar skilde sig när hon var yngre, de gifte sig sedan igen år 2017. Båda hennes föräldrar har TikTok, Monty Lopez har 5 miljoner följare och Sheri Easterling har 13 miljoner följare.
Addison Rae började dansa vid 6 års ålder och deltog i tävlingar över hela landet. Innan hon flyttade till Los Angeles för att ägna sig åt TikTok, gick hon en kort tid på Louisiana State University för att studera sportsändningar. I slutet av oktober 2019 fick Easterling över en miljon följare på TikTok och beslutade sig för att lämna universitete i november.

## Karriär
Addison Rae gick med i TikTok i juli 2019 och laddade upp dansvideor till trendiga låtar på plattformen. Hennes snabba framgång ledde till att hon undertecknades med talangbyrån WME i januari 2020 tillsammans med sina föräldrar.
Addison Rae medverkade i He's All That, en nyinspelning av tonårskomedin She's All That (1999). Hennes roll inspirerades av Freddie Prinze Jr:s karaktär Zachary Siler från originalet.

## Filmografi (i urval)

### Filmer
- 2021 – He's All That
- 2023 – Thanksgiving
- 2025 – Animal Friends

### TV-serier
- 2020 – Billboard Music Awards (TV-serie)
- 2020 – People's Choice Awards (TV-serie)
- 2021 – Nickelodeon Kids' Choice Awards (TV-serie)
- 2021–2023 – Familjen Kardashian (TV-serie)